# (20122) 1995 WH17
1995 دابليو إتش 17 (ويعرف أيضًا باسم (20122) 1995 دابليو إتش 17 وفق تسمية الكوكب الصغير) (بالإنجليزية: 1995 WH17)‏ هو كويكب ضمن حزام الكويكبات؛ وترتيبه 20122 من حيث الاكتشاف.
اكتُشف هذا الجُرم الفلكي بواسطة تاكيشي أوراتا ‏ في 28 نوفمبر 1995.

## وصلات خارجية
- (20122) 1995 WH17 في قاعدة بيانات مختبر الدفع النفاث لأجرام النظام الشمسي الصغيرة

- الاكتشاف · مخطط المدار ·  العناصر المدارية · المعلمات المادية

- (20122) 1995 WH17 على موقع ويكي سكاي: DSS2, SDSS, GALEX, IRAS, Hydrogen α, X-Ray, Astrophoto, Sky Map, Articles and images